# 罗海藩
罗海藩（1937年6月—），湖南望城人。1958年9月加入中国共产党，华中科技大学电力动力工程系毕业。历任长沙市水泵厂党委书记、革委会主任；中共长沙市委常委、经委主任，市委副书记、市革委会副主任、副市长；湖南省纪委副书记、省委常委、组织部部长等职。1996年2月被补选为湖南省人民代表大会常务委员会副主任，1998年1月再次当选，2008年1月卸任，2010年2月正式退休。